# Tom Egberink
Tom Egberink (Hardenberg, 22 december 1992) is een rolstoeltennisser uit Nederland.
Egberink werd geboren zonder bovenbeen. Na 6 jaar met een prothese te hebben gevoetbald, werd het voetballen op 11-jarige leeftijd te zwaar. Egberink besloot daarop, na het lezen van een advertentie, te gaan kijken bij het rolstoeltennis. Na een toernooi op 13-jarige leeftijd, waarbij Egberink een lid van Jong-Oranje versloeg, kwam hij in contact met de bondscoach. Dit resulteerde in deelname aan World Team Cup Jeugd.
In 2011 won Egberink, samen met de Fransman Michaël Jérémiasz, de dubbelspeltitel op het officieus wereldkampioenschap – in de finale versloegen zij een ander Nederlands/Frans koppel: Robin Ammerlaan en Stéphane Houdet. In 2012 wist Egberink zich met een twintigste plaats op de wereldranglijst te kwalificeren voor de Paralympische Zomerspelen 2012 in Londen.
In september 2021 won Egberink de zilveren medaille op de Paralympische Zomerspelen 2020 in Tokio.
In het dagelijks leven studeert Egberink Economie, Communicatie en Sportmanagement, aan het Johan Cruijff College in Nijmegen.